# Утренние поезда
«Утренние поезда» — советский художественный фильм. Дебют в кино актёра Леонида Реутова.

## Сюжет
Фильм о рабочей молодёжи московского завода-гиганта — история молодой девушки Аси, которой пришлось пережить много разочарований, прежде чем она нашла настоящих друзей.

## В ролях
- Людмила Чурсина — Тоня
- Лев Прыгунов — Сева
- Люсьена Овчинникова — Инна
- Валентина Малявина — Ася
- Анатолий Кузнецов — Павел
- Александр Кузнецов — Слава
- Валерий Малышев — Генка
- Лариса Виккел — Катя
- Леонид Реутов — Толик